# Целое алгебраическое число
Целыми алгебраическими числами называются комплексные (и, в частности, вещественные) корни многочленов с целыми коэффициентами и со старшим коэффициентом, равным единице.
По отношению к сложению и умножению комплексных чисел, целые алгебраические числа образуют кольцо {\displaystyle \Omega }.
Очевидно, {\displaystyle \Omega } является подкольцом поля алгебраических чисел и содержит все обычные целые числа.
Пусть {\displaystyle u} — некоторое комплексное число. Рассмотрим кольцо {\displaystyle \mathbb {Z} [u]}, порождённое добавлением {\displaystyle u} к кольцу обычных целых чисел {\displaystyle \mathbb {Z} }. Оно образовано всевозможными значениями {\displaystyle f(u)}, где {\displaystyle f(z)} — многочлен с целыми коэффициентами. Тогда имеет место следующий критерий: число {\displaystyle u} является целым алгебраическим числом тогда и только тогда, когда {\displaystyle \mathbb {Z} [u]} — конечнопорождённая абелева группа.

## Примеры целых алгебраических чисел
- Гауссовы целые числа.
- Корни из единицы — корни многочлена {\displaystyle x^{n}-1} над полем комплексных чисел.

## Свойства
- Все рациональные числа, входящие в {\displaystyle \Omega }, являются целыми числами. Другими словами, ни одна несократимая дробь {\displaystyle m/n} со знаменателем, большим единицы, целым алгебраическим числом быть не может.
- Для каждого алгебраического числа {\displaystyle u} существует натуральное число {\displaystyle n} такое, что {\displaystyle nu} — целое алгебраическое число.
- Корень любой степени из целого алгебраического числа тоже является целым алгебраическим числом.

## История
Теорию целых алгебраических чисел создали в XIX веке Гаусс, Якоби, Дедекинд, Куммер и другие.
Интерес к ней был, в частности, вызван тем, что исторически эта структура оказалась первой в математике, где было обнаружено неоднозначное разложение на простые множители.
Классические примеры построил Куммер; скажем, в подкольце целых алгебраических чисел вида {\displaystyle a+b{\sqrt {-5}}} имеют место 2 разложения:
{\displaystyle 6=2\cdot 3=(1+{\sqrt {-5}})\cdot (1-{\sqrt {-5}})},
причём в обоих случаях все множители — простые, то есть неразложимы в этом подкольце.
Исследование этой проблемы привело к открытию важных понятий идеала и простого идеала, в структуре которых разложение на простые множители стало возможным определить однозначно.